# 梁世聰
梁世聰（Arthur Leung），香港詩人，畢業於香港大學和英國劍橋大學，他的作品曾於世界各地包括香港、英國、愛爾蘭、美國、加拿大、澳洲、紐西蘭、日本、印度等國家的詩集及文學雜誌發表。於香港土生土長的梁世聰更在由英國格拉斯歌詩社Vital Synz主辦由斯特拉斯克萊大學及愛丁堡國際書節協辦的2008 Edwin Morgan國際詩詞創作比賽中，憑英語詩作“What the Pig Mama Says”擊敗來自世界各地的逾千參賽者而奪得季軍，他亦是五名得獎者中唯一一名非英國人。
“What the Pig Mama Says”以第一人稱的手法，講述豬媽媽親眼看見三名子女逐一被捉去及屠殺的情景。這詩讓讀者反思人類往往為了滿足欲望而剝削其他生命，藉此帶出人類應尊重所有生命的信息。另外，梁世聰亦在此詩中想像了一套「豬語言」，例如大量運用重疊音和改造英語文法，並設計一些「豬世界」的文字。自創這一套「豬語言」是希望反映豬群擁有自己的文化，及擁有自己的思維和表達方法，望人類可顧及其他生命的感受。

## 外部參考
- 香港詩人梁世聰獲國際詩賽季軍 （页面存档备份，存于）
- 政府網站

2008年南華早報 （页面存档备份，存于）
2011年澳洲文學周刊 - Mascara （页面存档备份，存于）
2016年明報周刊 （页面存档备份，存于）